# Bromid hlinitý
Bromid hlinitý (AlBr3) je chemická sloučenina, patří mezi halogenidy. Nejobvyklejší formou je dimer (Al2Br6), který je za normálních podmínek hygroskopická krystalická pevná látka.
Je mírně toxický, LD50 je 1 598 mg/kg.

## Výroba
Bromid hlinitý se vyrábí několika způsoby, například:
6/n "[AlBr]n" → Al2Br6 + 4 Al nebo
2 Al + 6 HBr → Al2Br6 + 3 H2, také přímou reakcí hliníku s bromem:
2 Al + 3 Br2 → Al2Br6.

## Reakce
Bromid hlinitý reaguje s tetrachlormethanem při teplotě asi 100 °C, přitom vzniká tetrabrommethan:
4 AlBr3 + 3 CCl4 → 4 AlCl3 + 3 CBr4.
S fosgenem reaguje za vzniku karbonylbromidu a chlorobromidu hlinitého:
AlBr3 + COCl2 → COBr2 + AlCl2Br.

## Použití
Bezvodá forma se používá jako katalyzátor při Friedel-Craftově alkylaci (používá se i bezvodý chlorid hlinitý).